# 安卡拉剛
安卡拉剛（Ancalagon）是托爾金（J. R. R. Tolkien）小說裡的一條龍。
在第一紀元期間，魔苟斯（Morgoth）培育出了第一隻有翼巨龍-安卡拉剛，牠同時也是所有巨龍中最巨大和最有力量的存在。在憤怒之戰（War of Wrath），魔苟斯對抗維拉（Valar）的軍隊，還由安格班（Angband）派遣安卡拉剛出征，連維拉的軍隊都被安卡拉剛擊敗。
埃蘭迪爾（Eärendil）乘坐他的飛船威基洛特（Vingilot）決戰安卡拉剛。在整整一日的戰爭裡，埃蘭迪爾終擊敗安卡拉剛，將安卡拉剛摔倒在安戈洛墜姆（Thangorodrim）山頂，與安戈洛墜姆一起崩塌。魔苟斯最強的守護者安卡拉剛死亡，魔苟斯也失敗了。
傳說安卡拉剛的巨大足以把太陽遮蔽，他是中土大陸最巨大的龍，比史矛革（Smaug）巨大得多，他的長度不詳，但較格勞龍（Glaurung）長。根據甘道夫（Gandalf）所說推斷，安卡拉剛噴出的火燄較其他龍熾熱，甚至可以毀壞統御魔戒，當然並不包括索倫的至尊魔戒。

## 影響
在柏吉斯頁岩（Burgess Shale）內發現的寒武紀化石蟲以安卡拉剛命名。另一種已滅絕的哺乳動物屬亦以安卡拉剛命名。